# Julius Theodor Christian Ratzeburg

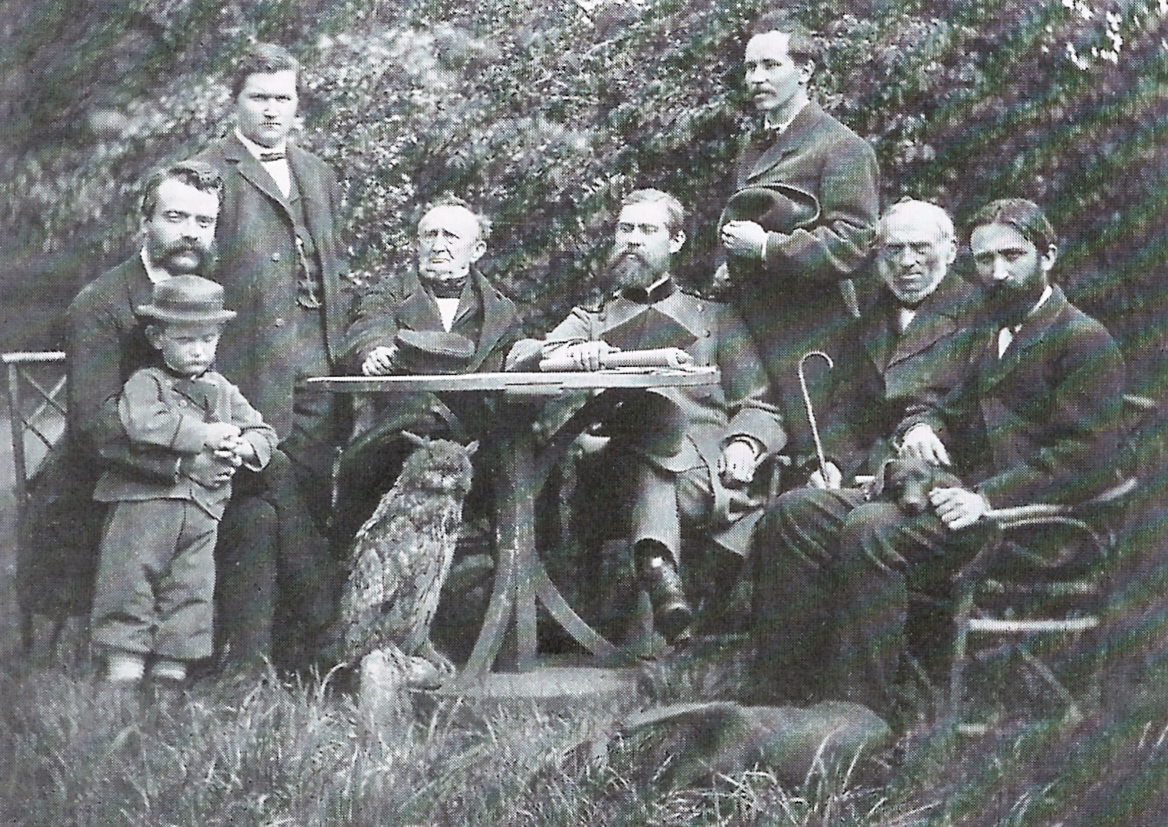
Neustadt-Eberswalde erdészeti iskola tanárai 1868 körül (balról): Robert Hartig (átölelve Peter Danckelmann), ismeretlen, Julius Theodor Christian Ratzeburg, Bernhard Danckelmann, Adolf Remelé, Wilhelm Schneider és Wilhelm Schütze

Julius Theodor Christian Ratzeburg (Berlin, 1801. február 16. – Berlin, 1871. október 24.) német zoológus, entomológus, botanikus és erdész. Zoológiai szakmunkákban nevének rövidítése: „Ratzeburg”.

## Élete
Apja a Berlini Egyetemen az állatorvosi iskola tanára volt. 1821-től Berlinben az orvosi és természettudományokra készült, de alapvetően a botanika volt a fő iránya. 1828-ban lett egyetemi tanár, és ebben az időben kapcsolatot tartott  Alexander és Wilhelm von Humboldttal. Két év múlva Berlinből az erdészeti iskola elköltözött, ezért vele együtt Friedrich Wilhelm Leopold Pfeil meghívására ő is ment és 1830 valamint 1867 között a Neustadt-eberswaldei Erdészeti Akadémián oktatott. A természettudományok professzoraként ő alapította Eberswaldében a botanikus kertet és itt dolgozott 1869-ben történt nyugdíjazásáig. Utána visszatért Berlinbe és hetvenéves korában ott hunyt el.

## Munkássága
Ő volt a szerzője több, fontos erdészeti és rovartani témájú tanulmánynak. Úttörő munkássága miatt ezeken a tudományterületeken egyik alapító atyának tekintik, főképpen a rovartan területén szerzett kimagasló érdemeket. Ezen belül nagy érdeklődést az élősködő fajok kutatása területén mutatott. 1827 és 1834 között Johann Friedrich von Brandttal együtt írták a Medizinische Zoologie (Orvosi állattan) című művet, mely sok éven át alapműnek számított.

## Művei
- Die Forstinsekten (Berlin, 1837-44, 3. rész, 2 kiad. Bécs, 1885);
- Die Waldverderber u. ihre Feinde (Berlin, 1841, 8. kiad. Lehrbuch der mitteleuropäischen Insektenkunde címen, Bécs, 1885, R. életrajzával);
- Ichneumonen, der Forstinsekten (Berlin, 1844-52, 3 köt.);
- Waldverderbniss (uo., 1866-68, 2 köt.);
- Forstwirtschaftliches Schriftstellerlexikon (R. halála után Phöbus, uo. 1872-73).
- Medizinische Zoologie, Berlin, 1827–1834

## Fordítás
- Ez a szócikk részben vagy egészben  a   Julius Theodor Christian Ratzeburg című angol Wikipédia-szócikk ezen változatának fordításán alapul.  Az eredeti cikk szerkesztőit annak laptörténete sorolja fel. Ez a jelzés csupán a megfogalmazás eredetét és a szerzői jogokat jelzi, nem szolgál a cikkben szereplő információk forrásmegjelöléseként.